# 哈溪镇
哈溪镇，是中华人民共和国甘肃省武威市天祝藏族自治县下辖的一个乡镇级行政单位。

## 行政区划
哈溪镇下辖以下地区：
哈溪镇社区、友爱村、团结村、西滩村、古城村、水泉村、双龙村、东滩村、河沿村、尖山村、前进村、长岭村和茶岗村。